# Rio Vista (Texas)
Rio Vista è un centro abitato degli Stati Uniti d'America situato nella contea di Johnson dello Stato del Texas.
La popolazione era di 873 persone al censimento del 2010.

## Geografia fisica
Rio Vista è situata a 32°14′16″N 97°22′38″W (32.237783, -97.377151).
Secondo lo United States Census Bureau, ha un'area totale di 0,8 miglia quadrate (2,1 km²).

## Società

### Evoluzione demografica
Secondo il censimento del 2000, c'erano 656 persone, 236 nuclei familiari e 178 famiglie residenti nella città. La densità di popolazione era di 828,3 persone per miglio quadrato (320,6/km²). C'erano 260 unità abitative a una densità media di 328,3 per miglio quadrato (127,1/km²). La composizione etnica della città era formata dall'87,27% di bianchi, lo 0,15% di nativi americani, il 2,74% di altre razze, e l'1,83% di due o più etnie. Ispanici o latinos di qualunque razza erano il 13,18% della popolazione.
C'erano 236 nuclei familiari di cui il 41,9% aveva figli di età inferiore ai 18 anni, il 55,1% aveva coppie sposate conviventi, il 15,7% aveva un capofamiglia femmina senza marito, e il 24,2% erano non-famiglie. Il 20,8% di tutti i nuclei familiari erano individuali e il 7,2% aveva componenti con un'età di 65 anni o più che vivevano da soli. Il numero di componenti medio di un nucleo familiare era di 2,78 e quello di una famiglia era di 3,23.
La popolazione era composta dal 31,6% di persone sotto i 18 anni, il 9,9% di persone dai 18 ai 24 anni, il 30,3% di persone dai 25 ai 44 anni, il 18,8% di persone dai 45 ai 64 anni, e il 9,5% di persone di 65 anni o più. L'età media era di 32 anni. Per ogni 100 femmine c'erano 102,5 maschi. Per ogni 100 femmine dai 18 anni in giù, c'erano 95,2 maschi.
Il reddito medio di un nucleo familiare era di 30.859 dollari e quello di una famiglia era di 31.696 dollari. I maschi avevano un reddito medio di 27.206 dollari contro i 18.333 dollari delle femmine. Il reddito pro capite era di 12.806 dollari. Circa il 6,7% delle famiglie e l'11,3% della popolazione erano sotto la soglia di povertà, incluso il 16,0% di persone sotto i 18 anni e il 13,7% di persone di 65 anni o più.